# Jen Kiggans
Jennifer Ann "Jen" Kiggans, nata Moore (Tampa, 18 giugno 1971), è una politica e medico statunitense, membro della Camera dei Rappresentanti degli Stati Uniti per lo stato della Virginia dal 2023. In precedenza è stata pilota di elicotteri della Marina e senatrice statale dal 2020 al 2023. Kiggans è membro del Partito Repubblicano.

## Biografia
Kiggans è nata a Tampa, in Florida, e si è diplomata al liceo di Orlando, in Florida.. Come studentessa delle superiori, ha lavorato a Walt Disney World.  Nel 1993 e nel 1994 ha insegnato inglese in Giappone attraverso il programma JET. Ha anche vissuto in Giappone, come coniuge di un pilota della Marina, per cinque anni.
Kiggans è stato una pilota della Marina degli Stati Uniti per dieci anni, pilotando elicotteri H-46 e H-3.
Dopo aver prestato servizio nell'esercito, Kiggans ha frequentato la scuola per infermiere presso la Old Dominion University, in Virginia, e la Vanderbilt University School of Nursing a Nashville, nel Tennessee. È un'infermiera geriatrica presso la Eastern Virginia Medical School e in uno studio privato.

## Vita privata
Cattolica, è sposata con Steve Kiggans, un pilota di F-18 della Marina in pensione. Hanno quattro figli.